# Hacienda Santa Rosa de Lima

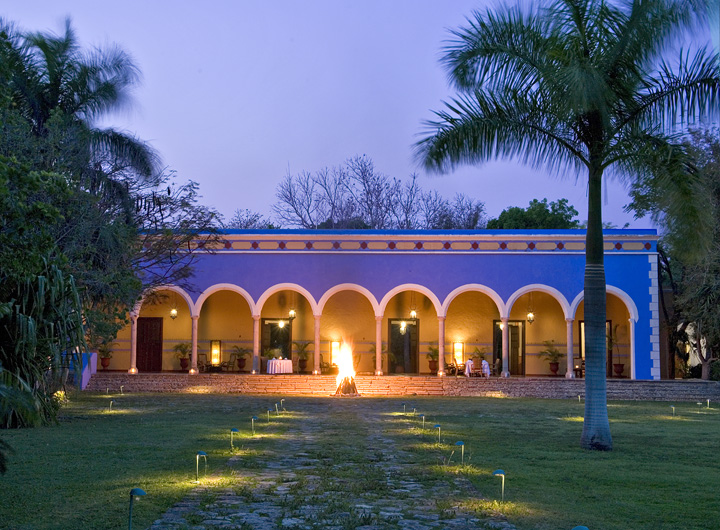
Fachada de la Hacienda Santa Rosa en Yucatán, México.

La Hacienda Santa Rosa de Lima, vecina de las haciendas Granada, Kochol, Santo Domingo y Chunchucmil, está ubicada en el municipio de Maxcanú, situado en el suroeste de la Península de Yucatán, México a unos 60 km de la ciudad de Mérida.
Las haciendas en Yucatán fueron organizaciones agrarias que surgieron en el siglo XVIII a diferencia de lo que ocurrió en el resto de México y en la América hispana, en que estas fincas se establecieron casi inmediatamente después de la conquista y durante el siglo XVII. En Yucatán, por razones geográficas, ecológicas y económicas, particularmente la pésima calidad del suelo y la falta de agua para regar, tuvieron las haciendas una aparición tardía. 
Lo que ocurrió generalmente es que las fincas que primero fueron exclusivamente ganaderas, con una baja densidad de mano de obra, se convirtieron con el tiempo en haciendas maiceras y finalmente en haciendas henequeneras con grandes requerimientos de personal para el cultivo de la milpa, primero, y del agave, después. También se necesitaron obreros relativamente calificados para las unidades que incluían procesos industriales, como el de la desfibración de las pencas.
Una de las regiones de Yucatán en donde se establecieron primero haciendas maiceras y después henequeneras, fue la colindante y cercana con Mérida . A lo largo de los caminos principales como en el "camino real" entre Campeche y Mérida, también se ubicaron estas unidades productivas. Fue el caso de los latifundios de Yaxcopoil, Xtepén, Uayalceh, Temozón, Itzincab y San Antonio Sodzil, entre otros.
Ya en el siglo XIX, durante y después de la llamada guerra de Castas, se establecieron las haciendas henequeneras en una escala más amplia en todo Yucatán, particularmente en la región centro norte, cuyas tierras tienen la vocación para el cultivo del henequén. 
En el caso de Santa Rosa de Lima, al igual que la mayoría de las otras haciendas, dejaron de serlo, con peones para el cultivo de henequén, para convertirse en ejidos, es decir, en unidades colectivas autónomas, con derecho comunitario de propiedad de la tierra, a partir del año 1937, después de los decretos que establecieron la reforma agraria en Yucatán, promulgados por el presidente Lázaro Cárdenas del Río.

## Historia
En 1870, los hermanos José Dolores y Encarnación Guzmán heredaron de su madre la hacienda Santa Rosa de Lima. Hay registros de esa fecha de una casa de máquinas con caldera y motora de vapor. Cinco años más tarde era una de las pocas haciendas en las que perduraba el sistema de raspa "a fuerza de sangre". Hay constancia documental también de que en 1889 la familia Urcelay vende la hacienda a los hermanos García Fajardo, cuyas iniciales aparecen junto a la fecha 1901 en la chimenea de la nueva casa de máquinas, evidencia de instrumentos de raspa más modernos.
Tras la reforma agraria de 1937, que implicó la expropiación de la tierra, primero, y de la maquinaria después, sobrevino el descenso de la demanda de fibras naturales del mercado internacional, lo que dio lugar a que las haciendas productoras de henequén entraran en un precipitado declive; en pocos años Santa Rosa de Lima vio menguar su terreno de 3 465 hectáreas a tan solo 276.
Poco después de que la hacienda Santa Rosa de Lima dejara de raspar henequén, cayó en el abandono que duró unos treinta años. El ingeniero Enrique Vales Monforte fue su propietario hasta 1996, año en que la propiedad pasó a manos de una empresa particular que la restauró y habilitó para darle nueva vida como hotel.

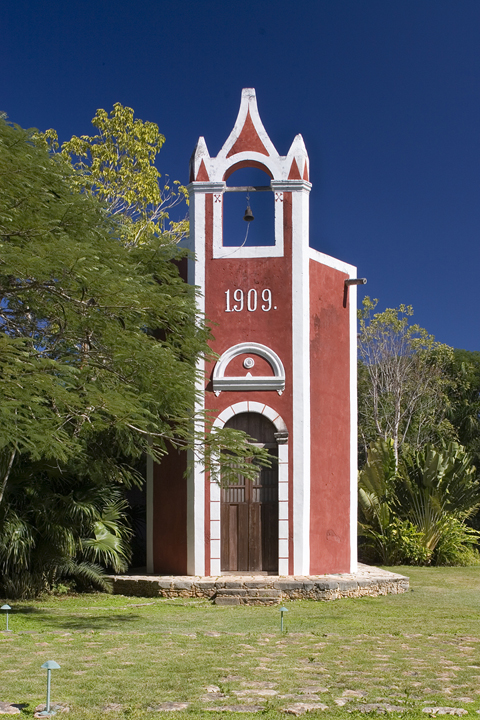
Pagaduría de la Hacienda Santa Rosa.

## Arquitectura
A pesar de haber nacido como hacienda ganadera, Santa Rosa de Lima no conservó ninguno de los rasgos de aquella época. Al filo del cambio de siglo, entre 1899 y 1909, sus propietarios erigieron la casa principal, la capilla, la casa de máquinas, las bodegas y la pagaduría; la casa del capataz y el dispensario.
La hacienda se organiza, como la mayoría de las haciendas de fines del siglo XIX y principios del XX, sobre un eje axial de norte a sur, al que remata la casa principal. Esta y la casa de máquinas forman una escuadra que delimita la plaza principal. En uno de los costados de esta plaza se encuentra el acceso para los trabajadores, y en el trayecto de este acceso a sus viviendas, la que fuera la tienda de raya. La iglesia y la escuela completan el conjunto.
La familia García Fajardo solía pasar largas temporadas en la hacienda, por lo que esta fue dotada -a diferencia de otras haciendas de la época- de las instalaciones respectivas. La noria y su andén de techo de palma (palapa), el tanque de agua y sus vestidores a un lado, dan fe de ello.
Distingue los edificios de esta hacienda el diálogo de elementos coloniales con modernas formas geométricas en justo equilibrio entre la monumentalidad y la escala humana. Es notable, asimismo, por sus ejes bien marcados y sus amplios espacios abiertos, que organizan la estructura del pueblo en función de los procesos de la explotación de la fibra.

## La hacienda a principios delsigloXXI

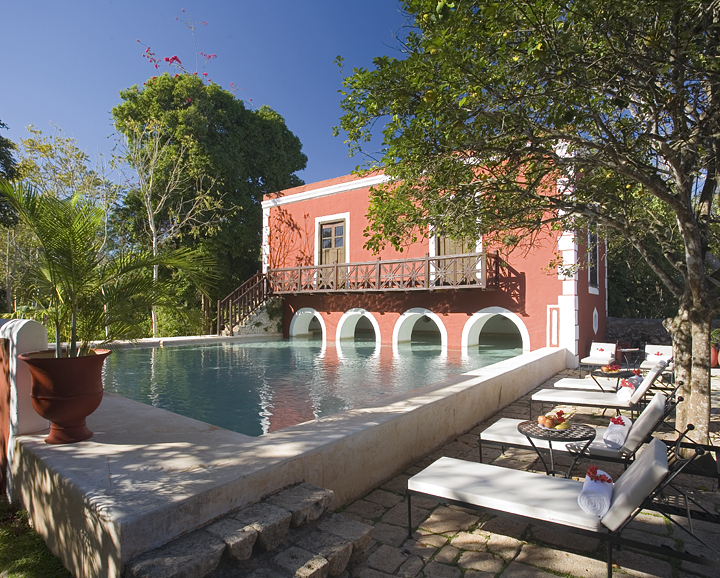
Piscina hacienda Santa Rosa.

Restauración. Dadas las características arquitectónicas de los edificios y las áreas exteriores de la hacienda, su restauración pudo conservar o reproducir sus características originales. Lo que fuera despacho del hacendado y pagaduría forma un bloque peculiar con la casa del capataz. El edificio tiene un espacio cubierto con entresuelo de madera, que permite percibir el resto del interior como si fuera de doble altura, rara característica en construcciones de su época. La restauración de la chimenea implicó su limpieza detallada y el reemplazo de las piezas dañadas empleando mezcla y colores iguales a los originales.
Nueva vida. La hacienda Santa Rosa de Lima fue habilitada para cumplir funciones del todo ajenas a su pasada existencia, pero conservando la espléndida atmósfera de la época de auge del "oro verde", como se llamó a la fibra del henequén cuando esta llevó a los hacendados a la cumbre del éxito económico. La restauración fue realizada en 1996 por el arquitecto Luis Bosoms [cita requerida].